# Cataratas de Calf Creek
Las Cataratas de Calf Creek (en inglés: Calf Creek Falls; literalmente Cataratas del Arroyo Calf) Es una cascada perenne en el Monumento nacional Grand Staircase-Escalante en el estado de Utah en Estados Unidos, que asciende a 65 m. El nivel inferior es de unos 38 m en cascada y el nivel superior tiene 27 m de inmersión y es mucho menos conocido, ya que requiere 1,6 km más allá de las caídas más bajas.